# 1018

## Evenimente
- A doua bătălie de la Cannae (Italia). Bătălie între bizantinii comandați de catepanul Vasile Boioannes și longobarzii de sub Melus din Bari, încheiată cu victoria bizantinilor.

## Nașteri
- 10 aprilie: Nizam al-Mulk, vizir persan (d. 1092)

## Decese
- dată necunoscută: Harald al II-lea al Danemarcei  (n. 994)
- 23 iunie: Henric I, Margraf al Austriei margraf al Austriei (n. 965)
- octombrie: Gilbert Buatère  (n. 985)
- 1 octombrie: Osmond Drengot  (n. 985)
- 27 ianuarie: Gerberga de Lotharingia Inferioară  (n. ?)